# جانيت نشيوات
جانيت نشيوات طبيبة أمريكية أردنية الأصل مرشحة لمنصب جراح عام الولايات المتحدة. عملت كمساعدة مدير طبي في CityMD  وهي حاليًا مساهمة طبية في قناة فوكس نيوز.

## حياتها المبكرة وتعليمها
ولدت جانيت نشيوات في كارمل، نيويورك، وهي ابنة مهاجرين مسيحيين أردنيين. وهي واحدة من 5 إخوة، جوليا نشيوات وجاكلين ستاب ودينا نشيوات ودانيال نشيوات، ربتهم والدتهم حياة نشيوات.
في عام 1982، انتقلت عائلة نشيوات من نيويورك إلى أوماتيلا، فلوريدا. التحقت لاحقًا بمدرسة أوماتيلا الثانوية وحصلت على درجة البكالوريوس في العلوم في علم الأحياء من جامعة جنوب فلوريدا في عام 2000، بالإضافة إلى إكمال الفصول الدراسية في جامعة ستيتسون. كما التحقت بهيئة تدريب ضباط الاحتياط بالجيش الأمريكي (ROTC) قبل أن تقرر متابعة كلية الطب. تخرجت من كلية الطب بالجامعة الأمريكية لمنطقة البحر الكاريبي في سانت مارتن ثم أكملت برنامج الإقامة في الطب الأسري في جامعة أركنسو للعلوم الطبية في عام 2009.

## المهنة والعمل
هي طبيبة معتمدة في طب الأسرة. شملت مسيرتها المهنية المبكرة ممارسة الطب في شمال غرب أركنساس، حيث كانت أيضًا مقدمة برنامج Family Health Today على قناة جونز التلفزيونية. في عام 2012، حصلت على جائزة بطلة شريك المجتمع للصليب الأحمر. في عام 2013، اختيرت من قبل أركنساس بيزنس لقائمة "40 تحت 40" السنوية للنشر والتي تضم 40 قائدًا في ولاية أركنساس تحت سن الأربعين. اشتهرت بممارستها الطبية وتقاريرها التلفزيونية المحلية وجهود الإغاثة الدولية في هايتي.
انتقلت لاحقًا إلى مدينة نيويورك حيث أصبحت مديرة طبية لـ CityMD، وهي شركة تقدم الرعاية العاجلة. بالإضافة إلى ذلك، واصلت العمل كمراسلة أخبار طبية، حيث ساهمت بشكل متكرر في شبكات التلفزيون الوطنية لمناقشة مواضيع تتعلق بالصحة مثل أبحاث الاختبارات الجينية والإجراءات الجراحية والمخاطر الطبية للتدخين الإلكتروني ووباء المواد الأفيونية. في مارس 2020، تم تعيينها من قبل قناة فوكس نيوز كمساهمة طبية، لتقديم التحليلات والتعليقات حول جائحة فيروس كورونا من تجارب مباشرة.
كتبت كتابًا بعنوان "ما وراء سماعة الطبيب: المعجزات في الطب"، والذي سيصدر في 17 ديسمبر 2024. كما قامت أيضًا بإنشاء وبيع علامتها التجارية الخاصة من المكملات الغذائية، والتي تسمى BC Boost.